# Плешевський повіт
Плешевський повіт (пол. powiat pleszewski) — один з 31 земських повітів Великопольського воєводства Польщі.
Утворений 1 січня 1999 року в результаті адміністративної реформи.

## Загальні дані
Повіт знаходиться у південній частині воєводства.
Адміністративний центр — місто Плешев.
Станом на 1.01.2008 населення становить 62 103 осіб, площа 713,09 км².

## Демографія
Демографічні дані повіту станом на 30.06.2005:
|       | Всього | Всього | Жінки  | Жінки | Чоловіки | Чоловіки |
| ----- | ------ | ------ | ------ | ----- | -------- | -------- |
|       | осіб   | %      | осіб   | %     | осіб     | %        |
| Повіт | 61 842 | 100    | 31 327 | 50,7  | 30 515   | 49,3     |
| Міста | 17 816 | 100    | 9346   | 52,5  | 8470     | 47,5     |
| Села  | 44 026 | 100    | 21 981 | 49,9  | 22 045   | 50,1     |